# 8-я Кадровая бригада стрелков
8-я Кадровая бригада стрелков (пол. 8 Brygada Kadrowa Strzelców) — кадровая бригада пехоты Польских вооруженных сил.

## История бригады
8-я Кадровая бригада стрелков была сформирована в феврале 1941 года в Шотландии и входила в состав Первого польского корпуса.
После завершения организации бригада дислоцировалась в порту Керколди. В июле 1941 года бригада была распущена, а её состав перемещён в другие бригады. 11 июля 79 офицеров стали частью 3-й Кадровой бригады стрелков, а 18 июля туда была передана часть вооружения, а именно 49 винтовок со штыками и 9500 патронов, 6 пулеметов Брен и порядка 15 тысяч патронов и 3 пистолета-пулемета Томпсона и 7200 патронов.

## Командный состав
- командир бригады — полковник Казимир Румша[1]
- заместитель командира — полковник Иосиф Кобылецкий[1]